# Леопольдита-павлин
Леопольдита-павлин (лат. Pomacentrus pavo) — вид морских лучепёрых рыб семейства помацентровых. Встречается от Восточной Африки до островов Туамоту, на севере до Тайваня, на юг до острова Лорд-Хау. 
Самцы могут достигать в длину 8,5 см. Питаются зоопланктоном и нитчатыми водорослями.